# A-100
A-100 — китайская реактивная система залпового огня калибра 300 мм. На вооружение НОАК не принят, проиграв конкурс PHL-03. Компоновка идентична РСЗО «Смерч», снаряды взаимозаменяемы.

## Характеристики
- Калибр: 300 мм
- Дальность полета: 100 км
- Длина: 7276 мм
- Масса: 840 кг
- Масса БЧ: 235 кг
- Кучность на максимальной дальности: 1/290
- Допустимая высота применения над уровнем моря: 3000 м
- Диапазон температур эксплуатации: от −40° до +55°
- Типы БЧ:
  - кассетная с 500 КОБЭ, радиус поражения 7 м
  - кассетная с 5 самонаводящимися КОБЭ бронепробиваемостью 70 мм брони под углом в 30 градусов

## На вооружении
- Пакистан — 60 A-100E собрано по лицензии[1]. В 2019 году технологии производства самих систем и ракет к ним проданы Китаем пакистанскому государственному агентству SUPARCO.
- Танзания — 3 БМ[2]